# Гангараджаварман I
Гангараджаварман I (д/н — після 415) — 7-й дхармамагараджа Ліньї в 413—415 роках. В китайських джерелах також відомий як Ді Чжень, у в'єтнамських — Фам Зічь Тон.

## Життєпис
Походив з Другої династії. Один з синів дхармамагараджи Бхадравармана I. 413 року після загибелі батька та двох старших братів посів трон. Втім не зміг впоратися з політичним розгардіяшем. Разом з ним активно сприяв подальшому поіндусенню населення.
Залегендою вирішив зректися влади на користь молодшого брата Кхаї й вирушити до Індії, але Кхаї злякався приймати трон. Тоді владу було передано небожеві Маноратаварману. Втім ймовірніше в боротьбі за владу близько 415 року Гангараджаварман I загинув або вимушений був тікати з країни.